# Soul Mama
Soul Mama è un singolo del cantautore italiano Zucchero Fornaciari, pubblicato il 19 giugno 2020 come quarto estratto dal quattordicesimo album in studio D.O.C.

## Descrizione
La canzone è imperniata su un ritmo four-on-the-floor. Nel testo l'autore ricorre spesso al gioco di parole, criticando il «perbenismo da carità» e riprendendo il concetto della «mama» protettrice, presente in altri brani come Madre dolcissima.

## Video musicale
Il videoclip è stato girato dal regista Gaetano Morbioli. Il bluesman reggiano esegue la canzone in una città in rovina, ispirando un sentimento di libertà, mentre un rito sciamano prende forma intorno a lui.